# John Moyer
John Moyer, né à El Paso au Texas le 30 novembre 1973, est le bassiste du groupe de nu metal Disturbed. Il est présent depuis le départ de Steve Fuzz Kmack en 2003. Avant Disturbed, il avait formé le groupe Hard-Rock The Union Underground. Il joue actuellement sur des basses BC.Rich Havoc John Moyer Signature 5.

## Biographie
En 2011 il fonde Art of Anarchy avec Ron Thal et les frères Jon et Vince Votta.
De 2012 à 2014 il joue avec Adrenaline Mob. En 2013 il fonde le groupe The Foundry avec l'ancien chanteur d'Iron Maiden Blaze Bayley. Ils sont rejoints en 2014 par le batteur de Twisted Sister et Adrenaline Mob A. J. Pero jusqu'à son décès en 2015.
Depuis 2013 il accompagne Geoff Tate d'abord au sein de sa version de Queensrÿche, puis du groupe Operation: Mindcrime.

## Discographie

### avec Soak
- 1995 : Omniphonic Globalnova
- 1997 : Soak
- 1998 : Flywatt
- 1999 : 2179

### avec The Union Underground
- 2000 : An Education in Rebellion

### avec Disturbed
- 2005 : Ten Thousand Fists
- 2008 : Indestructible
- 2010 : Asylum
- 2015 : Immortalized

### avec Adrenaline Mob
- 2013 : Covertá (EP)
- 2014 : Men of Honor

### avec Operation: Mindcrime
- 2015 : The Key

### avec Art of Anarchy
- 2015 : Art of Anarchy
- 2017 : The Madness